# Y-SAPIX
Y-SAPIX（ワイ・サピックス）は、主に中高一貫校に通う中高生を対象とした大学受験塾。株式会社日本入試センターが運営する。高校生コースは旧来の代々木ゼミナールを中心とし、中高一貫・中学生コースはNEXUSを源流とし、SAPIX中学部の流れを汲む。
英語、数学、国語、社会、理科、小論文の大学受験に必要な科目を開講している。

## 概要
以前はNEXUS（ネクサス）の名称で、中高生を対象に大学受験指導を行っていた。渋谷（現・渋谷本部、東京都渋谷区桜丘町）の1校舎のみで指定校制でなくして東大（2006年71名）等の難関大学に多数合格者を出している実績があり、特に英語の評価が高いといわれていた。
その後、横浜への開校は断念したものの、たまプラーザに、SAPIX中学部と校舎を共用する形で新校を開校した。
SAPIXとの中高一貫を前面に打ち出し、人材や資料を一本化するという観点から、2007年2月にグループの組織を改変し、サピックス高校部NEXUS渋谷に名称変更した。さらに、明大前、浦和等に新校を開校し、一時期は38校（複数のコースが近隣に点在する校舎は1校とみなす）を展開した。
2011年10月、代々木ゼミナールのグループ会社である日本入試センターがSAPIX中学部・高校部を運営するサピエンス研究所の全株式を取得し、子会社化。代々木ゼミナールとの共同開発により、東大館、医学館、京大館を開設するとともに、従来のSAPIX高校部はY-SAPIX高校部に、中高一貫校を対象とした「R-SAPIX」（旧NEXUS）はY-SAPIX中学部にそれぞれ改められた。
2012年の組織改編により、高校部は高校生コースに、中学部は中高一貫・中学生コースにそれぞれ改称され、医学館は東京校に、京大館は梅田校に校名変更された（校名変更後も東京校には医学部情報室が、梅田校は京大情報室がそれぞれ残った）。
2013年の再編で、代々木ゼミナール高校生コースに再利用する形で、本部校が閉鎖された。
2014年の再編で、高校生コースの立川北口校、池袋校、中高一貫・中学生コースの荻窪校、三鷹校、国立校を閉鎖している。そしてそれらの校舎を移転・吸収する形で中高一貫・中学生コースと高校生コースを併設する吉祥寺校を新規開校した。また東大館に中高一貫・中学生コースを新規開講した。
2017年にiClass mySpace（アイクラス マイスペース）サービスを開始。Skype for Businessを活用し、自宅でY-SAPIXの授業を対面授業のように受けられる学習環境を構築。
一時期は38校にのぼる校舎を展開していたが、2020年の再編で不採算校舎を大規模に整理。
2022年の再編で、お茶の水校を新規開校し、東京校（医学館）を閉鎖した。

## 校舎
- 東京都：本部校
- 自宅：オンライン校